# Lagonissi
Lagonissi  este o stațiune balneară de pe litoralul Mării Egee, în regiunea Attica din Grecia. Stațiunea e situată la 40 km sud de Atena și face parte administrativ din municipalitatea Kalyvia Thorikou.